# 裡海角雞
裡海角雞（學名：Tetraogallus caspius），又名裡海雪雉或裡海雪雞，是一種雪雞。
裡海角雞分佈在土耳其東部及阿美尼亞的山脈，並橫跨伊朗北部的阿爾波茲山脈。牠們棲息在海拔1800-3000米的地方，都是荒蕪的石地長有一些山區草叢。牠們會在地上築巢，每次生6-9隻蛋，蛋呈綠色，由雌鳥孵化。牠們主要吃種子及植物。在非繁殖的季節，牠們會組織細小的群落。
裡海角雞長56-63厘米。身體夾雜灰色、褐色、白色及黑色的羽毛，遠看呈淡灰色。胸部是淡灰色，喉嚨及頸邊白色，頸背呈深灰色。牠們飛行時會現出白色的飛羽及尾底。雄鳥及雌鳥相似，雛鳥稍為細小及沉色。牠們有三個種族，在顏色上有分別，由西向東逐漸淡色。
裡海角雞的叫聲有點像白腰杓鷸般，但不像高加索雪雞般最後的音調會下降。